# Pflichtspiel
Als Pflichtspiele oder Bewerbsspiele werden im Sport diejenigen Begegnungen zweier Mannschaften bezeichnet, die im Rahmen eines offiziellen Wettbewerbs stattfinden, also von Meisterschaften und Pokalspielen. Dazu gehören auch die Qualifikationsspiele, nicht aber Vorbereitungsspiele (auch Testspiele genannt). Strafen (aufgrund von Verwarnungen im Spiel, genauso wie nachträglich verhängte) gelten in der Regel nur für Pflichtspiele. Die meisten Statistiken beziehen sich lediglich auf Pflichtspiele. Während diese im Vereinsfußball als einzige von überdauernder Bedeutung sind, finden für Nationalmannschaften auch die Freundschaftsspiele hohes Medieninteresse und sind Teil der Statistiken. Außerdem beziehen sich Vereinbarungen zu etwa Spiel-, Sieg- oder Torprämien nur auf Pflichtspiele.